# Pont d'Hoste
Pont d'Hoste és un pont del municipi d'Estamariu (Alt Urgell) protegit com a bé cultural d'interès local.

## Descripció
El pont de l'Hoste d'Estamariu és una infraestructura creada per travessar el riu de Bescaran al seu pas pel terme d'Estamariu, una mica abans d'arribar a l'alçada del poble. El pont és situat a uns mil metres a llevant de la població. S'hi accedeix des d'un trencall que surt en direcció a llevant a l'alçada de ca l'Escuder, a cent metres escassos de l'església vella de Sant Vicenç d'Estamariu, en direcció a Bescaran. En aquest punt comença un antic camí de bast enllosat en els punts més pendents, que remunta el riu Bescaran. El pont comunica els pobles Estamariu i Torres d'Alàs.
El pont d'Hoste és d'un sol ull en arc de mig punt una mica deformat. El pont té dos contraforts de secció rectangular que es recolzen sobre una penya. El pont, que enllaça dos trams de camí a llevant i a ponent del riu Bescaran, presenta un parament de reble, totalment irregular, amb blocs de pedra de mida petita pràcticament sense desbastar i units amb morter de calç, en una disposició força irregular. A la volta del pont les lloses presenten una disposició radial.
El pont no presenta passamà. A l'arrencada de l'arc, al costat nord del pont, es poden veure tres orificis alineats de perfil quadrangular, que podrien haver tingut la finalitat d'assegurar una cintra de fusta per construir la volta del pont.